# Andowiak jedwabisty
Andowiak jedwabisty (Thomasomys bombycinus) – gatunek ssaka z podrodziny bawełniaków (Sigmodontinae) w obrębie rodziny chomikowatych (Cricetidae).

## Zasięg występowania
Andowiak jedwabisty występuje we wschodnich Andach w środkowej Kolumbii.

## Taksonomia
Gatunek po raz pierwszy zgodnie z zasadami nazewnictwa binominalnego opisał w 1925 roku amerykański teriolog i paleontolog Harold Elmer Anthony nadając mu nazwę Thomasomys bombycinus. Holotyp pochodził z obszaru Bogoty, w departamencie Cundinamarca, w Kolumbii. 
Autorzy Illustrated Checklist of the Mammals of the World uznają ten takson za gatunek monotypowy.

### Etymologia
- Thomasomys: Oldfield Thomas (1858–1929), brytyjski zoolog, teriolog; gr. μυς mus, μυος muos „mysz”[7].
- bombycinus: łac. bombycinus „jedwabisty, z jedwabiu”, od bombyx „jedwab”, od gr. βομβυξ bombux, βομβυκος bombukos „jedwabna szata”[8].

## Morfologia
Długość ciała (bez ogona) 112–130 mm, długość ogona 133 mm, długość ucha 20 mm, długość tylnej stopy 26–30 mm; brak danych dotyczących masy ciała. 

## Siedlisko
Występuje na wysokości między 2800 a 3800 m n.p.m. Zamieszkuje paramo i lasy górskie.

## Zagrożenia
Dla tego gatunku zagrożeniem są nielegalne plantacje.